# Faridah Nakazibwe
Faridah Nakazibwe là một nhà báo người Uganda, người đóng vai trò là người đưa tin Luganda tại Đài truyền hình quốc gia Uganda (NTV Uganda), ở Kampala, thủ đô và thành phố lớn nhất của Uganda.

## Cuộc sống ban đầu và giáo dục
Faridah Nakazibwe được sinh ra tại Hajj Shakib Ssenyonjo và Hajat Sarah Ssenyonjo, ở quận Sembabule ngày nay. Cô là con thứ hai trong một gia đình có tám anh chị em.
Cô học trường tiểu học nội trú Kisozi, ở Kisozi, quận Gomba để học tiểu học. Khi mảnh đất nơi trường học của cô xây dựng được chủ tịch Yoweri Museveni mua lại và chuyển đổi thành Nông trại gia súc Kisozi, Faridah chuyển đến Trường tiểu học Bwala, ở thị trấn Masaka, nơi cô lấy được chứng chỉ tốt nghiệp trường tiểu học. Sau đó, gia đình cô chuyển đến thị trấn Masaka.
Cô từng học tại trường trung học Taibah, ở Kawempe, một khu phố ở Kampala, nơi cô lấy được bằng tốt nghiệp trung học. Sau đó, cô tiếp tục đến Đại học Hồi giáo ở Uganda, ở Mbale, ở khu vực phía Đông của đất nước, tốt nghiệp Cử nhân Truyền thông đại chúng.

## Sự nghiệp
Sau khi hoàn thành chương trình báo chí của mình, cô được đài truyền hình WBS hiện không còn thuê làm phóng viên. Hai năm sau, cô chuyển đến NTV Uganda, nơi cô được thuê làm người đưa tin cuối tuần của buổi tối truyền hình Luganda.

## Gia đình
Faridah Nakazibwe kết hôn với Omar Ssali, một người Nigeria đang làm việc tại một trong những quốc gia Trung Đông.

## Những ý kiến khác
Faridah Nakazibwe là mẹ của hai cô con gái, có bố là Kỹ sư Dan Nankunda, người mà cô gặp tại Đài truyền hình WBS không còn tồn tại. Trong khoảng thời gian chưa đầy một năm, Nakazibwe có mối quan hệ lãng mạn tạm thời với Al Hajji Moses Kigongo, phó chủ tịch đảng chính trị Phong trào Kháng chiến Quốc gia cầm quyền ở Uganda. Cô đã kết thúc mối quan hệ đó vào năm 2015.